# Poznań Główny
Poznań Główny – dworzec kolejowy w Polsce sklasyfikowany przez PKP w kategorii Premium. Położony w centrum Poznania, przy ul. Dworcowej, na terenie pomiędzy ulicami: Zachodnią, Głogowską, Mostem Dworcowym, Przemysłową i Spichrzową (dawniej również ul. Składową na terenie tzw. Wolnych Torów).

## Wymiana pasażerska
| Rok  | Osób dziennie | Osób rocznie | Miejsce w Polsce | Źródło      |
| ---- | ------------- | ------------ | ---------------- | ----------- |
| 2017 | 56,3 tys.     | 20,55 mln    | 1                | [ 2 ]       |
| 2018 | 57,8 tys.     | 21,10 mln    | 2                | [ 2 ]       |
| 2019 | 62,0 tys.     | 22,63 mln    | 1                | [ 2 ]       |
| 2020 | 32,8 tys.     | 12,00 mln    | 2                | [ 2 ]       |
| 2021 | 41,0 tys.     | 14,97 mln    | 2                | [ 1 ]       |
| 2022 | 60,4 tys.     | 22,05 mln    | 2                | [ 3 ]       |
| 2023 | 68,3 tys.     | 24,93 mln    | 2                | [ 4 ] [ 5 ] |
| 2024 | 73,49 tys.    | 26,90 mln    | 3                | [ 6 ]       |

## Budynki dworca w użytku

### Nowy budynek

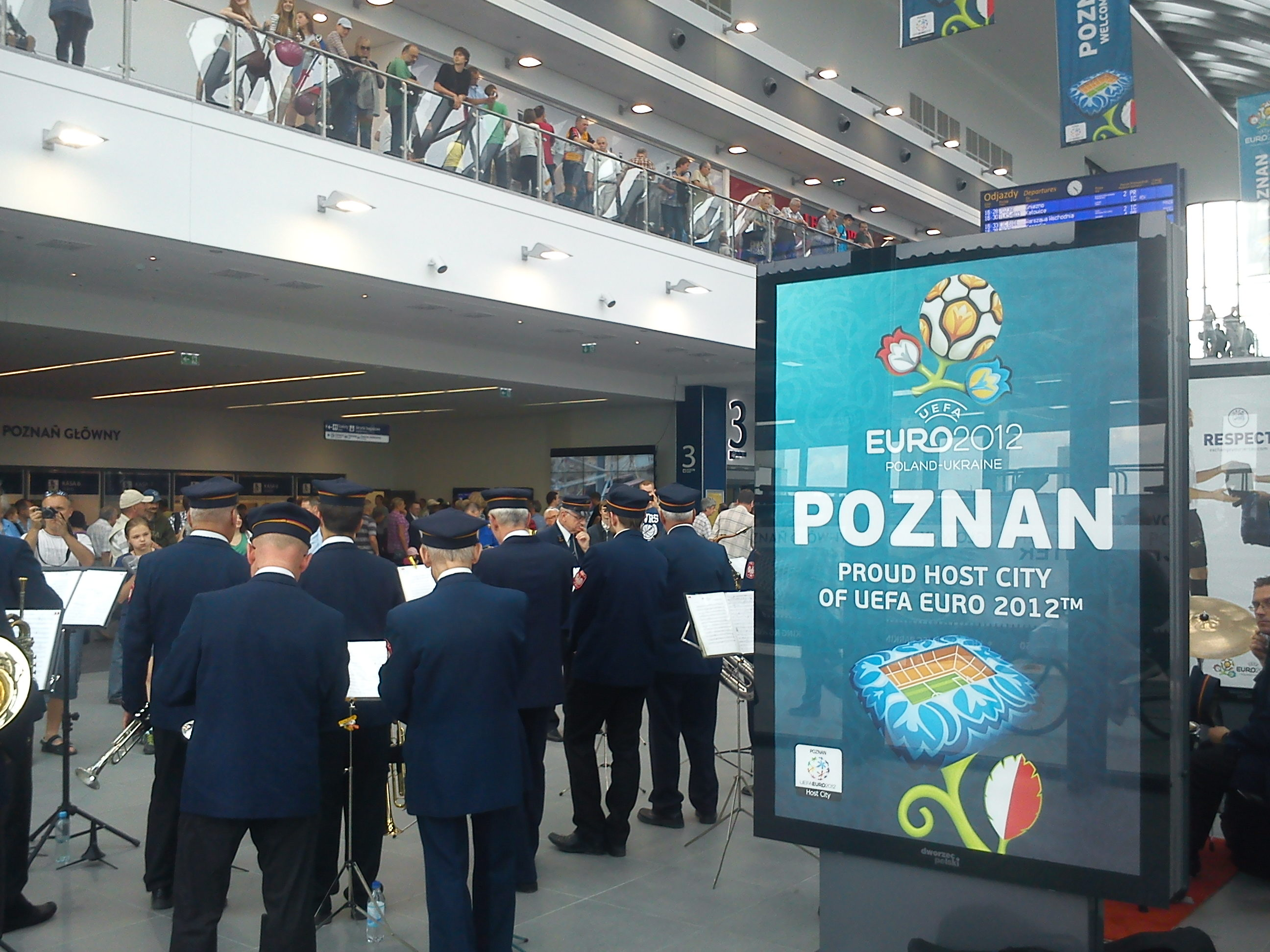
Nowy dworzec został otwarty 29 maja 2012 r.

PKP S.A. podpisały w 2009 umowę inwestycyjną z węgierskim developerem Trigranit Development Corporation. Umowa otworzyła drogę do rozpoczęcia budowy Zintegrowanego Centrum Komunikacyjnego w Poznaniu o wartości 160 mln euro. W założeniu miało ono objąć nowy budynek dworca kolejowego, parking na 1500 samochodów, dworzec autobusowy oraz centrum handlowo-usługowe (galerię handlową). Połączone miało zostać z Międzynarodowymi Targami Poznańskimi oraz Poznańskim Szybkim Tramwajem, który obecnie posiada swój przystanek na ówczesnym peronie 7 dworca. Budowa nowego obiektu związana była z organizacją w Polsce EURO 2012.
Nowy dworzec został uroczyście otwarty 29 maja 2012 przez Prezydenta RP Bronisława Komorowskiego. Budynek ma powierzchnię 7 tys. m². Położony jest nad torami i peronami 5, 3, 2, 1 (przed 4 września 2022 oznaczone jako: 1, 2, 3), równolegle do Mostu Dworcowego.
Przy nowym budynku powstała galeria handlowa Poznań City Center, otwarta 25 października 2013 roku, która w listopadzie 2016 zmieniła nazwę na Avenida, co w języku hiszpańskim oznacza aleję.
Budynek jest przedmiotem silnej krytyki zarówno ze strony części pasażerów, jak i specjalistów, m.in. ze względu na chaotyczny układ hali głównej, niewielką liczbę kas, a także spore oddalenie od niektórych peronów (np. dotarcie do czołowego peronu 7 – przed 4 września 2022 oznaczony jako 4a – wymaga pokonania pieszo ok. 400 m drogą mało intuicyjną dla pasażerów z innych miast, wiodącą przez co najmniej dwa inne perony). Początkowo krytyka dotyczyła również niewystarczającego skomunikowania dworca z przystankiem tramwajowym odległym o 100 m od wyjścia głównego. Do 2015 r. jedyna droga prowadziła przez centrum handlowe, wymagała trzykrotnego użycia schodów lub windy i była wielokrotnie dłuższa.

### Dworzec Letni
Budynek pierwotnie występujący pod nazwą Dworzec Cesarski – zabytkowy obiekt, powstały w 1902 (rozbudowany później o pawilon i otwartą halę z cylindrycznym dachem) jako prywatny, luksusowy dworzec kolejowy, wzniesiony specjalnie dla cesarza Wilhelma II. Zbudowano go po prawej stronie ulicy dojazdowej do ówczesnego głównego budynku dworca (ul. Dworcowa). Obecnie zlokalizowany jest przy nim peron 9 (przed wrześniem 2022 oznaczony jako: 4b).
Na Dworzec Cesarski 26 grudnia 1918 przyjechał Ignacy Paderewski, skąd rozpoczęła się jego wizyta w Poznaniu, której efektem był wybuch powstania wielkopolskiego.
W okresie II Rzeczypospolitej dworzec nadal służył celom reprezentacyjnym, korzystali z niego między innymi naczelnik państwa Józef Piłsudski i prezydent Polski Stanisław Wojciechowski.
W 1996 na Dworcu Letnim Filip Bajon kręcił sceny do filmu Poznań '56, opowiadającego przez pryzmat losów głównych bohaterów o Powstaniu Poznańskim z 1956. Ukazane są również losy pięciu profesorów (Władysław Kowalski, Daniel Olbrychski, Janusz Gajos, Jan Nowicki oraz Jerzy Radziwiłowicz), uwięzionych w wagonie i stąd komentujących sytuację w mieście.
W budynku od 2011 znajdują się kasy Kolei Wielkopolskich.

### Dworzec Zachodni
W 1904 u wylotu tunelu łączącego perony od strony ul. Głogowskiej zbudowano niewielki budynek nazywany Dworcem Łazarskim, w pobliżu dawnego Dworca Marchijskiego. Rozebrano go w 1927 i na jego miejscu, w związku z przygotowaniami do Powszechnej Wystawy Krajowej, zbudowano obecny obiekt według projektu Władysława Czarneckiego. W 1978 dworzec został uznany za zabytek. Został odnowiony w latach 1992–1996. Kolejny remont połączony z niewielką modernizacją wnętrza miał miejsce w latach 2017–2018.

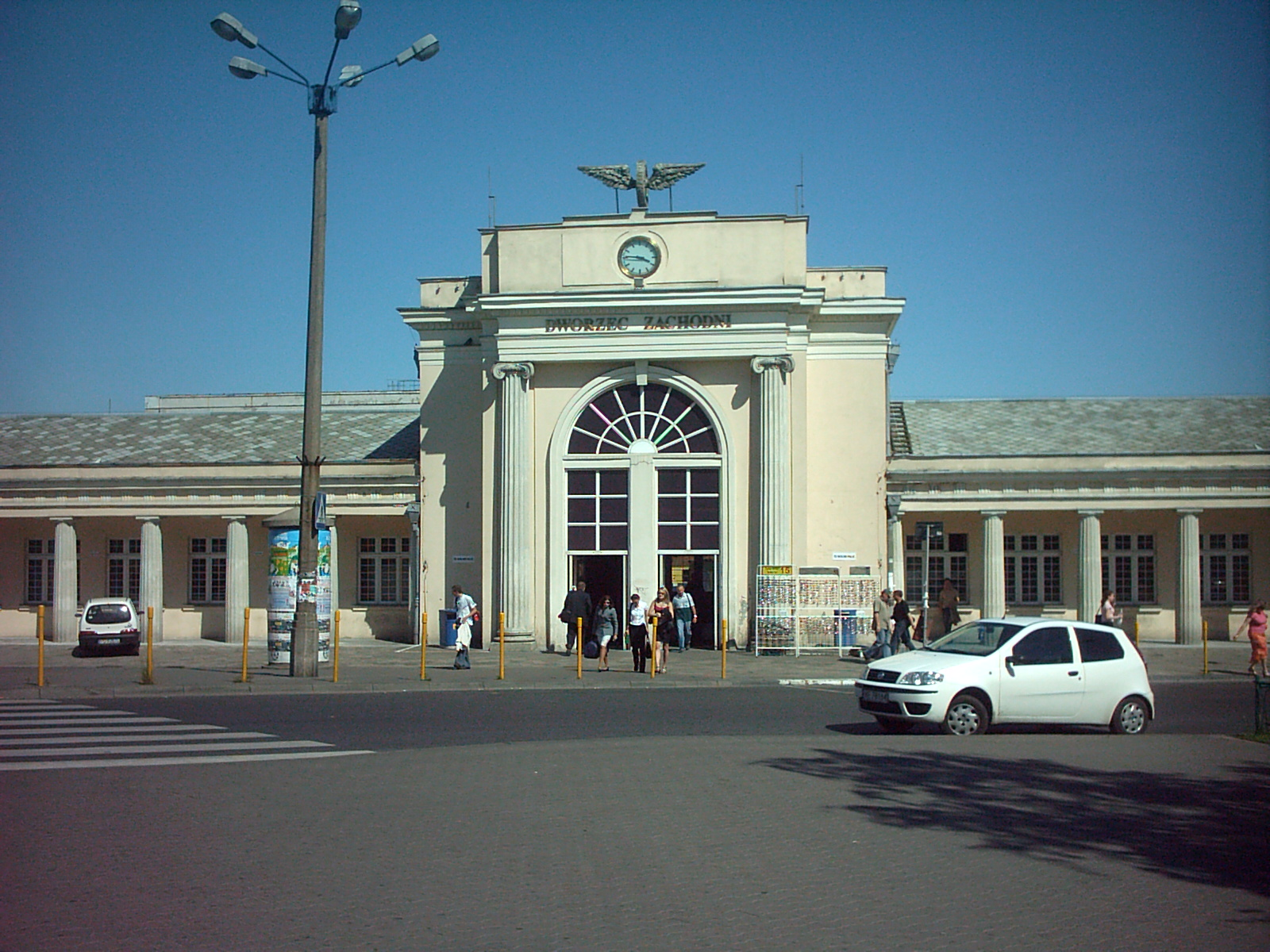
Dworzec Zachodni (zachodnie wejście na dworzec Poznań Główny)
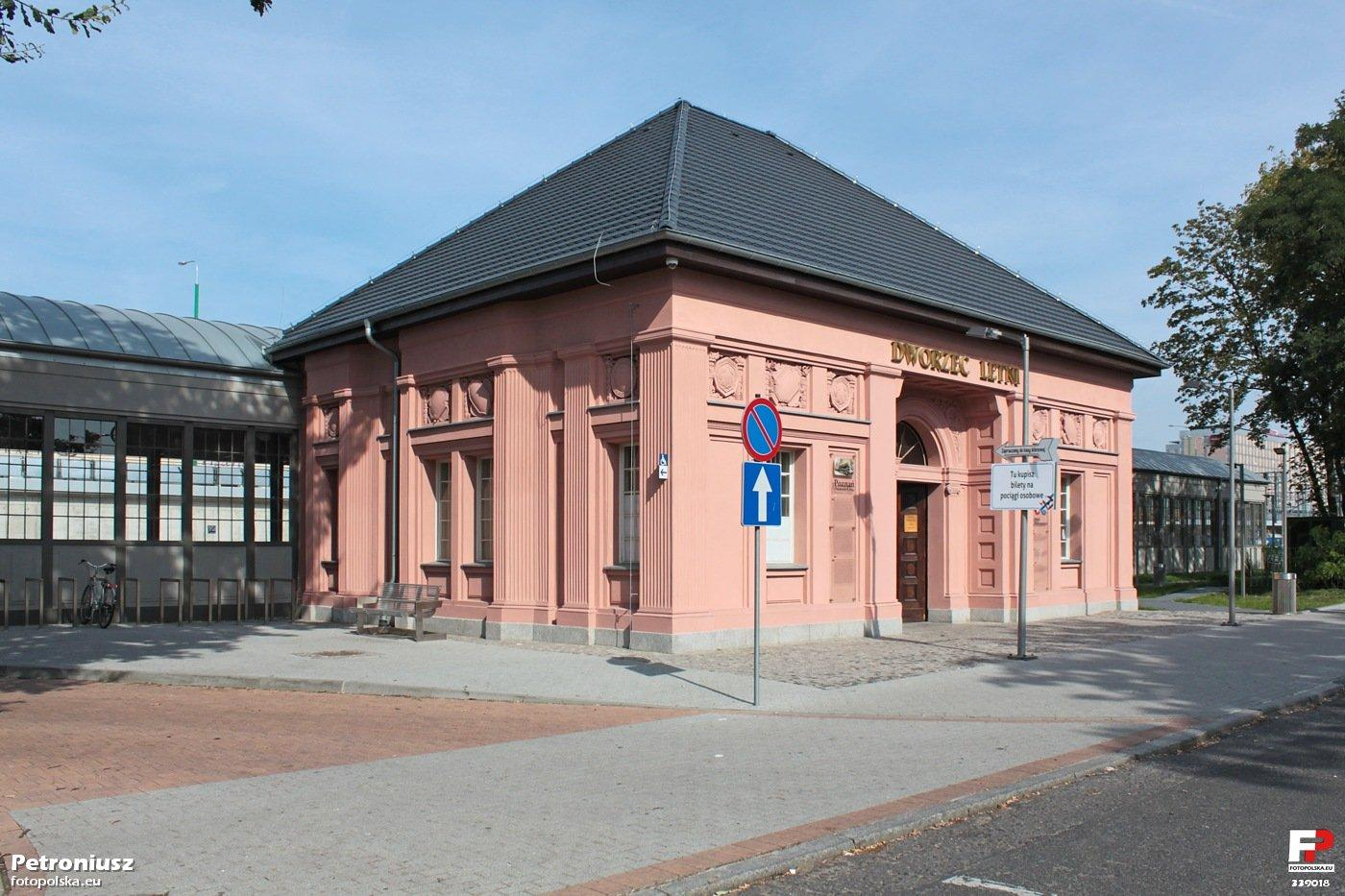
Dworzec Letni użytkowany przez Koleje Wielkopolskie
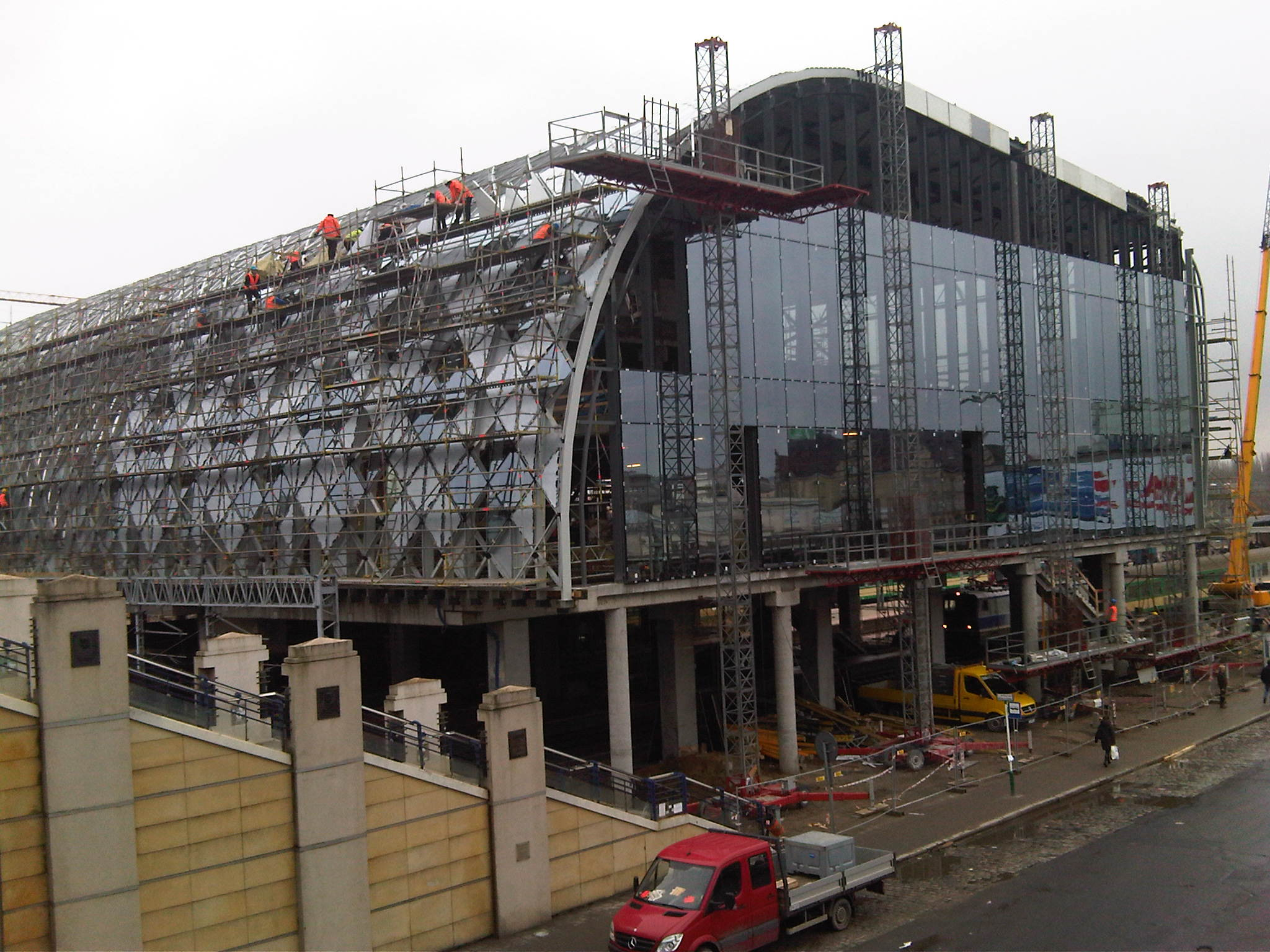
Budowa nowego budynku dworca
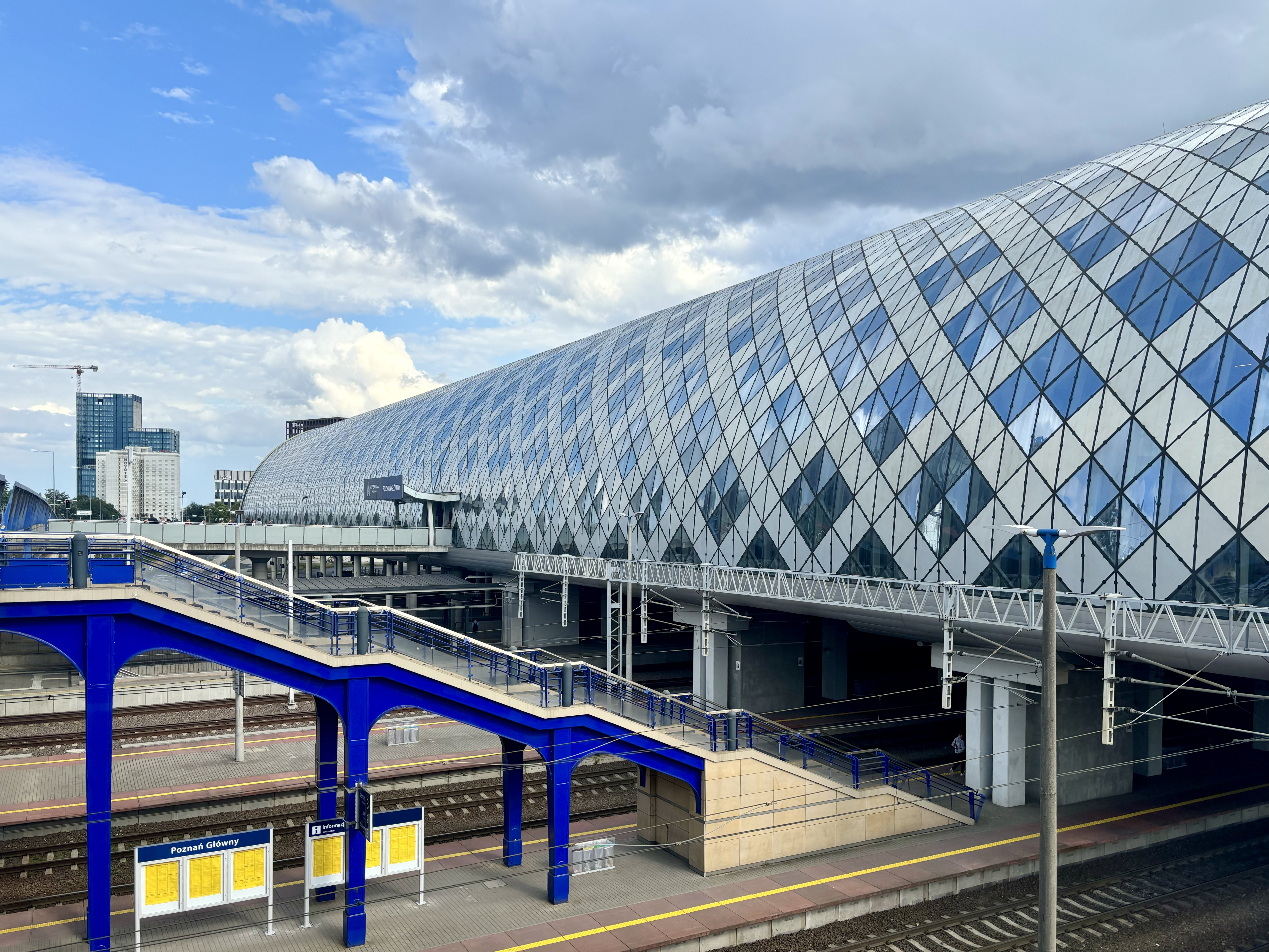
Widok z peronów na nowy budynek dworca
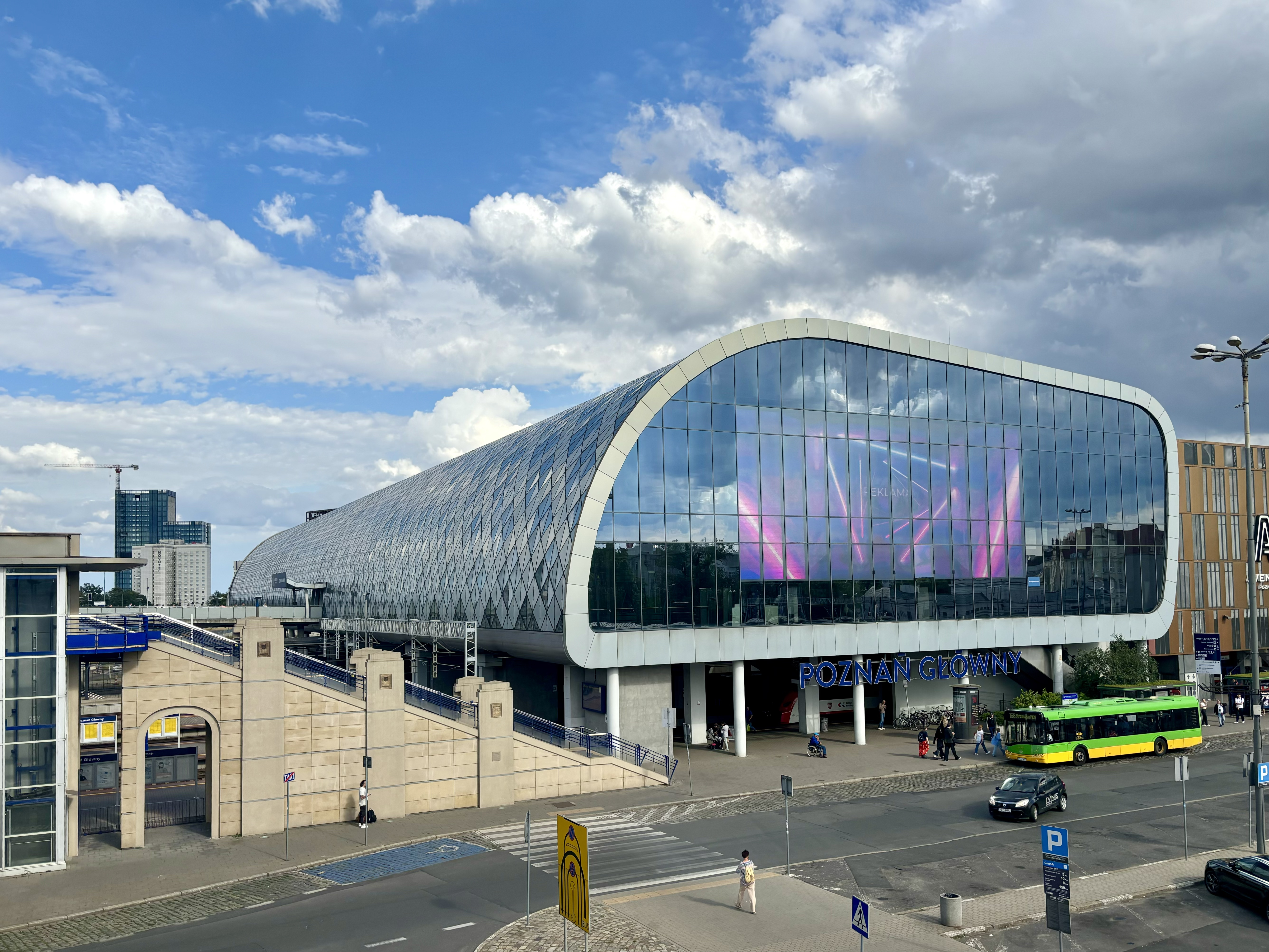
Nowy budynek dworca

## Stary budynek dworca

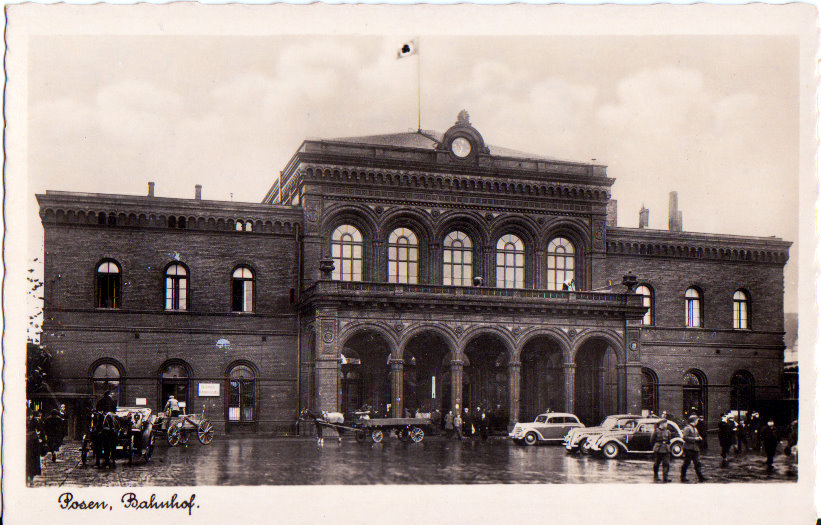
Budynek dworca w okresie niemieckiej okupacji

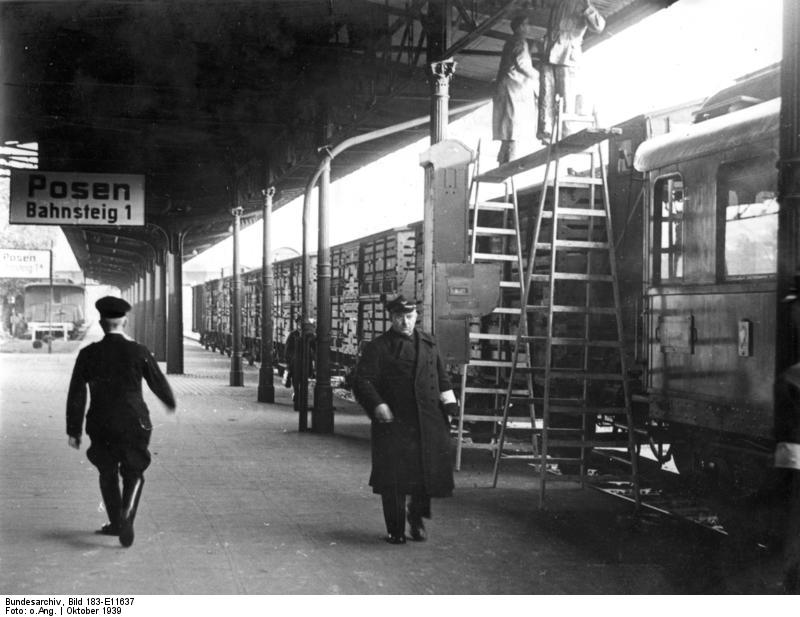
Ówczesny peron 1 w czasie okupacji (październik 1939)

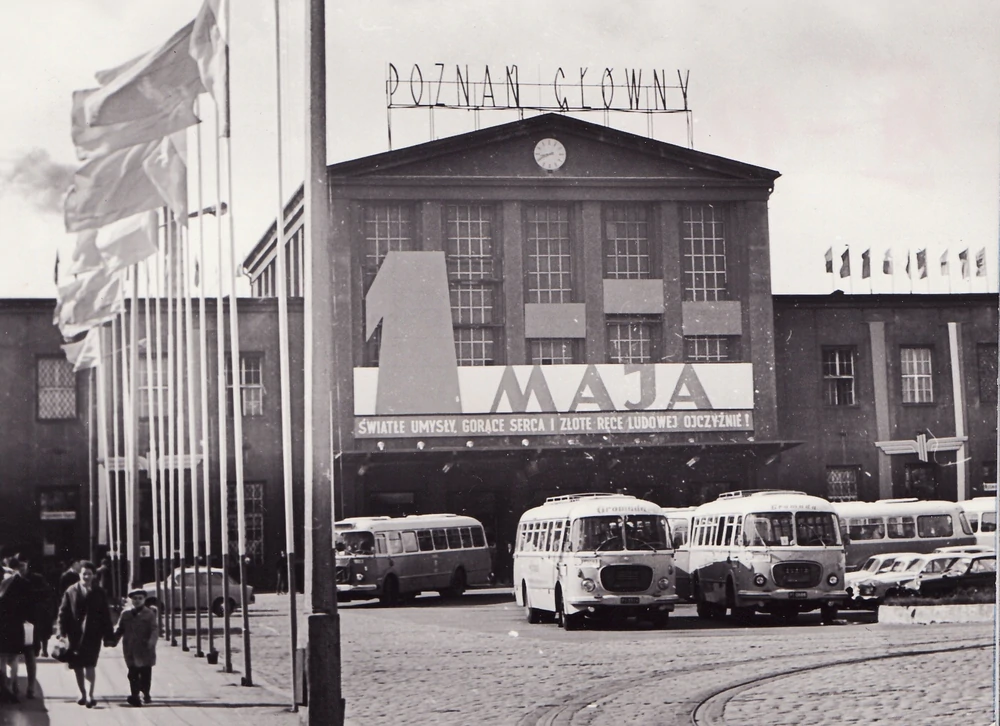
Dworzec Centralny (1972)

Projekt budynku opracowano w 1870, a jego realizacja trwała od 1874 do 16 listopada 1879 (prace związane z wykończeniem prowadzono do 1906). Powstał na osi szerokiej ulicy dojazdowej (obecna ul. Dworcowa) z kaponiery kolejowej (obecnie Rondo Kaponiera). Składał się z północnego skrzydła frontowego z centralnie usytuowanym holem oraz zespołu przylegających od południa skrzydeł zgrupowanych przy dwu dziedzińcach wewnętrznych. Elewacje obłożone były czerwoną cegłą licówką.
Stary budynek stanowi typ dworca przejazdowego – usytuowany jest centralnie w stosunku do torów z peronami umieszczonymi wzdłuż wschodniej (licząc w kolejności od budynku perony: 5, 3, 2) i zachodniej elewacji budynku (licząc w kolejności od budynku perony: 8, 10, 11). Połączony jest z peronami przejściem podziemnym.
Remont dworca przeprowadzono w 1929 przed Powszechną Wystawą Krajową. Podczas okupacji niemieckiej w latach 1939–1945 ze względów strategicznych wybudowano południową obwodnicę dworca Poznań Główny (Górczyn-Dębiec-Starołęka-Franowo-Swarzędz). W tym samym czasie w ramach ochrony przeciwlotniczej zbudowano serię schronów przeciwlotniczych wzdłuż ul. Dworcowej. 9 kwietnia 1944 dworzec został zbombardowany przez aliantów oraz wojska Armii Czerwonej, w wyniku czego zginęło 47 Polaków oraz 35 cywilnych Niemców (straty wśród osób ze służb mundurowych nie zostały ujawnione). Ponowne bombardowania miały miejsce 29 maja 1944 oraz w czasie bitwy o Poznań w 1945.
Po zakończeniu wojny dworzec odbudowano w latach 1946–1949. Największemu przeobrażeniu uległa fasada budynku, która uzyskała cechy klasycystyczne.
Kolejna przebudowa miała miejsce w latach 1961–1976, w wyniku której obiekt uzyskał cechy modernistyczne.
25 listopada 2006 w holu dworca Ryszard Kapuściński odsłonił tablicę pamiątkową poświęconą podróżnikowi Kazimierzowi Nowakowi, który pokonał 40 tys. km pieszo i rowerem po Afryce.
Stary budynek dworca został zamknięty dla obsługi biletowej 25 października 2013, w dniu otwarcia galerii handlowej Poznań City Center przy nowym dworcu. Ta galeria handlowa zmieniła logo i nazwę na Avenida w listopadzie 2016 roku. Nazwa Avenida oznacza w języku hiszpańskim aleję.

## Zmiana numeracji peronów

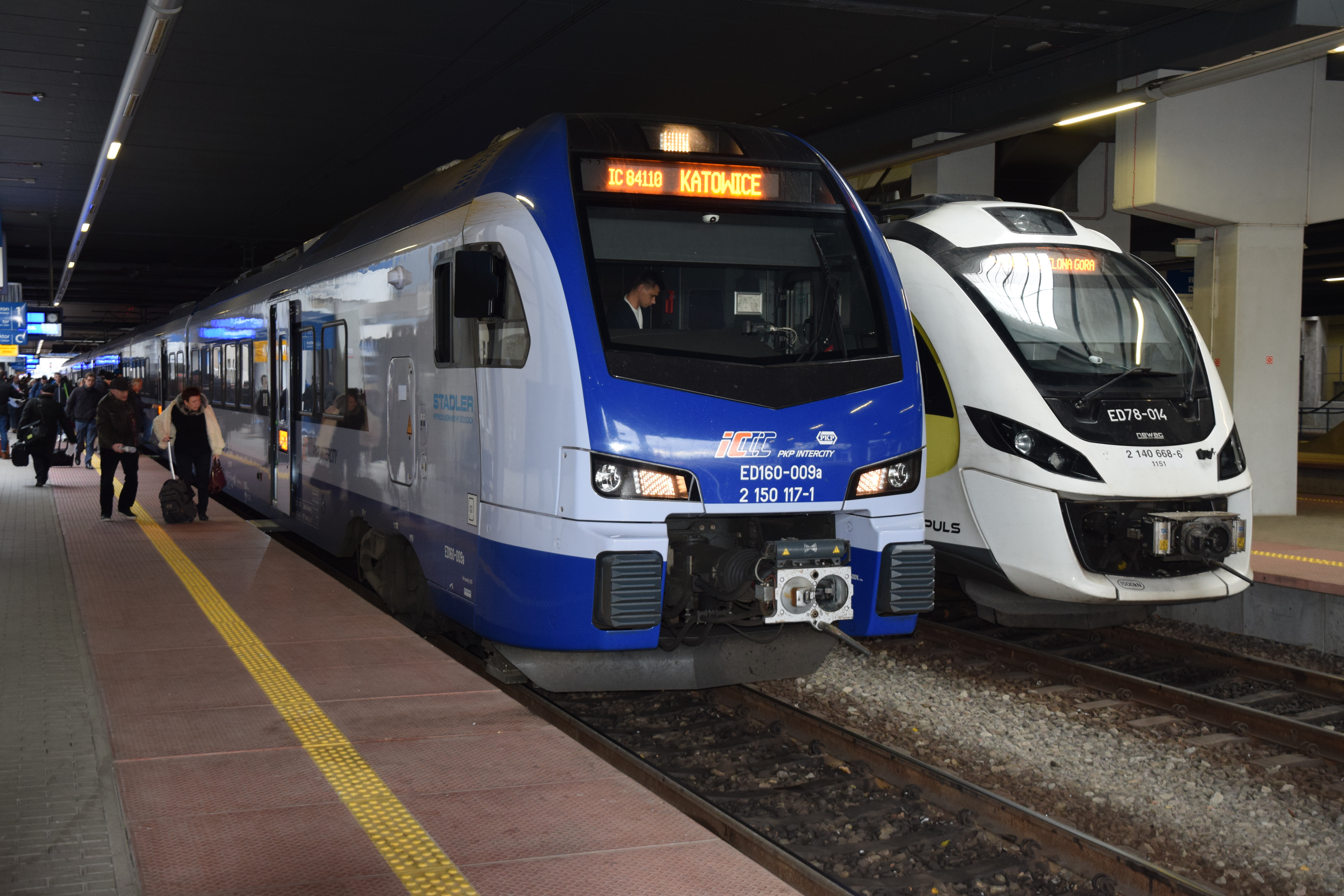
Stadler FLIRT ED160 oraz Newag Impuls ED78 na dworcu

4  września 2022 roku PKP zmieniły numerację peronów:
| Nowa numeracja | Stara numeracja |
| -------------- | --------------- |
| 1              | -               |
| 2              | 3               |
| 3              | 2               |
| 4              | 2a              |
| 5              | 1               |
| 6              | 1a              |
| 7              | 4a              |
| 8              | 4               |
| 9              | 4b              |
| 10             | 5               |
| 11             | 6               |

Z oznaczeń peronów usunięto litery. Na dworcu zamontowano ponad 300 nowych tablic. Zmiana numeracji kosztowała PKP PLK ok. 4,8 mln złotych.
PKP PLK wybudowały 400-metrowy całkowicie zadaszony nowy peron pomiędzy obecnym peronem nr 2 a budynkiem galerii handlowej Avenida. Nowy peron oznaczono numerem 1. Jego wybudowanie kosztowało 112 mln złotych. Jego otwarcie nastąpiło 12 grudnia 2022 roku. Do połączenia go z pozostałymi peronami rozbudowano tunel o ponad 200 metrów. Rozbudowany tunel połączył ul. Składową ze starym przejściem podziemnym do ulicy Głogowskiej. Peron został połączony windą i ruchomymi schodami z rozbudowanym tunelem.

## Pozostałe informacje
- W latach 1945–1950 funkcjonował tu najistotniejszy strategicznie punkt przeładunkowy repatriantów z kresów wschodnich podążających na zachód. Z uwagi na położenie węzła poznańskiego stacja Poznań Główny stanowiła centralny punkt etapowy podczas powojennych migracji ludności polskiej ze wschodu na Ziemie Odzyskane, jak również istotny punkt ekspedycji wysiedlanych z Polski Niemców. Repatrianci polscy przetrzymywani byli tutaj nierzadko wiele dni w bardzo złych warunkach bytowych, określanych nawet jako urągające elementarnym wymaganiom opieki. W okresie od 28 lutego 1945 do 31 grudnia 1946 przyjęto tu 109 618 wagonów przesiedleńczych, które przywiozły ze wschodu 1 198 648 osób i 336 070 sztuk inwentarza. Punkt etapowy działał tu także dla reemigrantów z zachodu, przyjeżdżających zarówno koleją, jak również specjalnymi transportami samochodowymi, a później dla Ukraińców przemieszczanych w ramach akcji „Wisła”[23].
- 15 listopada 1986 zakończono sprzedaż biletów peronowych[24].
- O teren wokół dworca o powierzchni kilkudziesięciu hektarów nazywany wolnymi torami od początku lat 90. XX wieku trwał spór między władzami PKP, miastem Poznań i władzami województwa. Po dojściu do porozumienia na terenie tym rozpoczęto realizację Zintegrowanego Centrum Komunikacyjnego[25].
- Od 17 kwietnia 1996 do lipca 2012 pociągi były zapowiadane przez system komputerowy zwany „Frankiem”. Był to pierwszy tego typu system użytkowany w Polsce, któremu głosu użyczył Paweł Binkowski, aktor Teatru Nowego[15][26]. W 2012 roku został zastąpiony przez syntezator mowy Ivona.
- Przy peronie 4a (obecnie 7) do 2014 można było spotkać parowóz prowadzący planowe pociągi do Wolsztyna.
- Dworzec, razem z galerią, otrzymał tytuł Makabryły roku 2013[27].
- W lutym 2019 PKP Polskie Linie Kolejowe podpisały z przedsiębiorstwem Colas Rail umowę na budowę dodatkowego peronu oraz przedłużenie przejścia podziemnego do dworca PKS[28].
- 4 września 2022 zmieniono oznaczenia peronów – usunięto oznaczenia literowe, zastosowano jednolitą liczbową numerację od 1 do 11 w kierunku rosnącym od centrum handlowego do dworca zachodniego[29].
- 9 grudnia 2022 na dworcu pojawił się nowy gong w zapowiedziach pociągów.
- 12 grudnia 2022 nowy 417-metrowy peron 1 został oddany do użytku[30].

## Dojazd do dworca
Do dworca, ulicą Dworcową, docierała pierwsza linia poznańskiego tramwaju konnego (nr 1) od 1880. Początkowo torowiska pętli tramwajowej przechodziły bezpośrednio przy arkadach dworca, umożliwiając bezpośrednie wsiadanie do wagonów. Sytuacja taka miała miejsce do 1900, kiedy to dyrekcja kolei zażądała przesunięcia torowisk. Po ich odsunięciu od arkad, bliżej centrum placu dworcowego (około 60 metrów), wybudowano w 1900 drewnianą poczekalnię tramwajową, czynną aż do likwidacji linii w ulicy Dworcowej.

## Przypisy

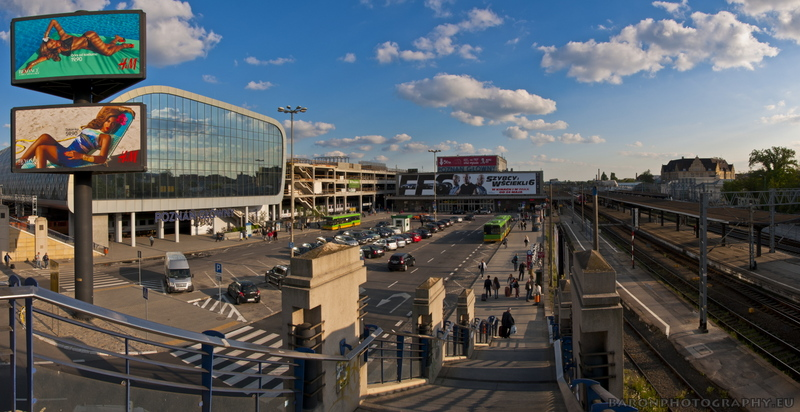
Panorama Dworca Poznań Główny